# Macrurohelea dycei
Macrurohelea dycei är en tvåvingeart som beskrevs av Eileen D. Grogan och Wirth 1985. Macrurohelea dycei ingår i släktet Macrurohelea och familjen svidknott. Inga underarter finns listade i Catalogue of Life.